# Yennefer z Vengerbergu
Yennefer z Vengerbergu – postać fikcyjna, bohaterka cyklu opowieści o wiedźminie Andrzeja Sapkowskiego.
Czarodziejka, ukochana Geralta oraz przybrana matka Ciri. Postać Yennefer po raz pierwszy pojawiła się w opowiadaniu Ostatnie życzenie. Występuje również w opowiadaniach: Granica możliwości, Okruch lodu, Coś więcej, Coś się kończy, coś się zaczyna, a także we wszystkich tomach sagi o wiedźminie oraz w Sezonie burz.
W polskim filmie i serialu w roli Yennefer wystąpiła Grażyna Wolszczak. W serialu Netflixa, Wiedźmin, w bohaterkę wcieliła się Anya Chalotra.

## Życiorys
Urodziła się w Belleteyn (święto rozpoczynające lato) w 1173 roku wiedźmińskiego świata, prawdopodobnie w stolicy Aedirn – Vengerbergu. Była kwarteronką (ćwierćelfką) ze strony matki.
W pierwszej bitwie na wzgórzu Sodden została oślepiona przez Fringillę Vigo; wkrótce potem, dzięki magii, odzyskała wzrok. Po bitwie została najmłodszą członkinią Rady Czarodziejów. W Czasie pogardy, podczas zjazdu na Thanedd, została niesłusznie oskarżona o zdradę stanu i aresztowana. Uwolniła ją Francesca Findabair, która użyła czaru kompresji zmieniając Yennefer w jadeitową figurkę, którą schowała za dekoltem.

## Opis postaci
Yennefer ma czarne włosy i fiołkowe oczy. Na szyi nosi czarną aksamitkę z gwiazdą z obsydianu i brylantów. Ubiera się w czerń i biel. Używa perfum o zapachu bzu i agrestu.
Mimo że Yennefer prowadziła dość swobodne życie towarzyskie i miała wiele romansów, jej związek z Geraltem przetrwał próbę czasu.
Jak większość czarodziejek była bezpłodna; mimo jej usilnych starań magia nie mogła na to nic poradzić. Nie mogąc urodzić dziecka, opiekowała się Ciri.